# Ádám Fischer
Ádám Fischer (Budapest, 9 de septiembre de 1949) es un director de orquesta húngaro. Actualmente es director musical de la Orquesta Austrohúngara Haydn, con la que ha grabado todas las sinfonías de Haydn. También dirige la Orquesta Sinfónica de la Radio de Hungría y la Orquesta de Cámara Nacional Danesa. Su hermano menor, Iván Fischer (1951), es también un director de orquesta reconocido internacionalmente.

## Carrera
Junto con su hermano, perteneció al coro de niños de la Ópera Nacional de Budapest, y cantaron como dos de los tres muchachos en Die Zauberflöte. Posteriormente estudió piano y composición en el Conservatorio Bartók de su ciudad natal, y dirección de orquesta en Viena con Hans Swarowsky. Ganó el primer premio en el concurso Guido Cantelli de Milán. Comienza dirigiendo ópera en Múnich, Freiburg y otros teatros alemanes. En 1973 comenzó una larga y fructífera colaboración con la Ópera estatal de Viena, donde ha dirigido numerosas nuevas producciones, incluyendo el ciclo completo de El anillo del Nibelungo. En 1982 hace su debut en la Ópera de París dirigiendo Der Rosenkavalier, y en 1986 en La Scala de Milán, con Die Zauberflöte. Trabaja habitualmente con la Royal Opera House, la Opera de Zúrich  y la Metropolitan Opera de Nueva York. 
Debutó en el Festival de Bayreuth en 2001, sustituyendo al fallecido Giuseppe Sinopoli al frente de El Anillo del Nibelungo, dirigiéndolo hasta 2004. Regresó en 2006 y 2007 para dirigir Parsifal en la polémica producción de Christoph Schlingensief.
En junio de 2007 asumió el cargo de director musical de la Ópera Nacional de Budapest, pero renunció al mismo a finales de 2010 en protesta contra la legislación húngara sobre los medios de comunicación, que entró en vigor en 2011.
En el campo sinfónico, desde los años 70 ha dirigido regularmente a orquestas como la Filarmónica de Viena, Sinfónica de Viena, Filarmónica de Londres, Sinfónica de Londres, Philharmonia, Sinfónica de Boston, Sinfónica de Chicago, Orquesta de París, etc. En 1987 fundó la Austro-Hungarian Haydn Orchestra, junto con el Festival Haydn de Eisenstadt, con el objetivo de interpretar la música de Haydn en el lugar donde el músico vivió y trabajó, el Palacio Esterhazy. Los músicos de la orquesta pertenecen a las plantillas de las mejores orquestas de Austria y Hungría (Filarmónica y Sinfónica de Viena, Sinfónica Estatal de Hungría, etc).  Entre 1987 y 2001, Fischer y la orquesta grabaron todas las sinfonías de Haydn.
Además del ciclo de Haydn, Fischer ha grabado numerosos discos, y obtenido varios premios fonográficos. Entre ellas, destacan una grabación fonográfica y otra en video de la ópera de Bartók El castillo de Barbazul.